# Saison 2016 de l'Impact de Montréal
Maillots
Chronologie
Saison précédente Saison suivante
La saison 2016 de l'Impact de Montréal est la cinquième saison en Major League Soccer (D1 nord-américaine) de l'histoire du club. Avec la star internationale Didier Drogba dans ses rangs, l'Impact s'incline dans le championnat canadien et lors des séries de la MLS contre son grand rival le Toronto FC.

## Avant-saison

### Transferts
| Date                 | Nom                  | Nationalité | Poste                     | Modalité                                                           | Provenance/Destination           |
| Recrutement hivernal |                      |             |                           |                                                                    |                                  |
| 16 novembre 2015     | Jérémy Gagnon-Laparé | Canada      | Milieu défensif           | Retour de prêt                                                     | Fury d'Ottawa                    |
| 7 janvier 2016       | Wilfried Nancy       | France      | Entraîneur-adjoint        | Promotion interne                                                  | Académie de l'Impact de Montréal |
| 7 janvier 2016       | Yannick Girard       | France      | Préparateur physique      | Promotion interne                                                  | Académie de l'Impact de Montréal |
| 7 janvier 2016       | Massimo Di Ioia      | Canada      | Analyste vidéo et données | Promotion interne                                                  | Académie de l'Impact de Montréal |
| 14 janvier 2016      | Kyle Fisher          | États-Unis  | Défenseur                 | 14e choix de la MLS SuperDraft (contrat signé le 13/01/16)         | Clemson Tigers                   |
| 14 janvier 2016      | Michael Salazar      | Belize      | Attaquant                 | 24e choix de la MLS SuperDraft (contrat signé le 01/03/16)         | UC Riverside Highlanders         |
| 14 janvier 2016      | Eric Verso           | États-Unis  | Milieu de terrain         | 34e choix de la MLS SuperDraft                                     | Stanford Cardinal                |
| 14 janvier 2016      | Keegan Smith         | États-Unis  | Défenseur                 | 39e choix de la MLS SuperDraft                                     | San Diego Toreros                |
| 18 janvier 2016      | Lucas Ontivero       | Argentine   | Ailier                    | Prêt (1 an)                                                        | Galatasaray SK                   |
| 19 janvier 2016      | Brendan Hines-Ike    | États-Unis  | Défenseur                 | 55e choix de la MLS SuperDraft (sous contrat avec Örebro SK)       | South Florida Bulls              |
| 13 février 2016      | Harry Shipp          | États-Unis  | Milieu                    | échangé contre un montant d’allocation général et ciblé            | Chicago Fire                     |
| 28 juin 2016         | David Choinière      | Canada      | Milieu                    | Signature d'un contrat HGP de la MLS                               | FC Montréal                      |
| 7 juillet 2016       | Matteo Mancosu       | Italie      | Attaquant                 | Prêt (1 an)                                                        | Bologne FC                       |
| 12 juillet 2016      | Amadou Dia           | États-Unis  | Défenseur gauche          | Échange contre Cameron Porter                                      | Sporting Kansas City             |
| 24 juillet 2016      | Hernán Bernardello   | Argentine   | Milieu récupérateur       | Transfert                                                          | Deportivo Alavès                 |
| Départs              |                      |             |                           |                                                                    |                                  |
| 7 décembre 2015      | Kenny Cooper         | États-Unis  | Buteur                    | Option non levée                                                   |                                  |
| 7 décembre 2015      | Dilly Duka           | États-Unis  | Milieu offensif           | Fin de contrat                                                     |                                  |
| 14 décembre 2015     | Justin Mapp          | États-Unis  | Ailier                    | Départ comme agent libre                                           | Sporting Kansas City             |
| 7 janvier 2016       | Enzo Concina         | Canada      | Entraineur assistant      | Départ pour raisons personnelles                                   | Bologne FC 1909                  |
| 7 janvier 2016       | Paolo Pacione        | Canada      | Préparateur physique      | Départ                                                             | Miami FC                         |
| 7 janvier 2016       | Vassili Cremanzidis  | Canada      | Analyste des performances | Départ                                                             |                                  |
| 22 janvier 2016      | Nigel Reo-Coker      | Angleterre  | Milieu de terrain         | Entente mutuelle                                                   |                                  |
| 14 février 2016      | Eric Miller          | États-Unis  | Arrière droit             | Transfert contre une allocation monétaire et un choix de 1re ronde | Colorado Rapids                  |
| 1er mars 2016        | Romario Williams     | Jamaïque    | Attaquant                 | Prêt (1 an)                                                        | Charleston Battery               |
| 28 juin 2016         | Maxim Tissot         | Canada      | Latérale                  | Libéré (soumis au ballotage)                                       |                                  |
| 12 juillet 2016      | Cameron Porter       | États-Unis  | Buteur                    | Échange contre Amadou Dia                                          | Sporting Kansas City             |
| 22 juillet 2016      | Eric Alexander       | États-Unis  | Milieu de terrain         | Échange contre une allocation monétaire                            | Houston Dynamo                   |

## Préparation
L'Impact commence sa préparation de la saison 2016 le 25 janvier et s'entraine entre le Stade olympique de Montréal et la Floride. L'annonce du groupe de joueurs pour le premier stage de préparation à Orlando est annoncé la veille de la reprise et met fin au feuilleton de l'hiver en confirmant le retour de Didier Drogba. Les joueurs sous contrat son présents à l'exception de Drogba et d'Andrés Romero mais complété par les joueurs repêchés lors du SuperDraft, Louis Béland-Goyette, David Choinière, Marco Dominguez, Thomas Meilleur-Giguère, James Pantemis et David Paulmin du FC Montréal ainsi que Pedro Jeanine qui est mis à l'essai.
Après sa préparation individuelle au Qatar, Drogba retrouve le groupe pour second camp d'entraînement en Floride à Tampa le 16 février en même temps que la nouvelle recrue Harry Shipp. David Paulmin, Louis Béland-Goyette, Michael Salazar et Eric Verso sont toujours présents en quête d'un premier contrat professionnel.

## Major League Soccer 2016
| Match 1           | Vancouver Whitecaps FC | 2-3     | Impact de Montréal | BC Place, Vancouver                            |                                                |
| 6 mars 2016 17h30 | Jordan Harvey 45e · Kendall Waston 90+3e                                                                                        | (1-2)   | 19e Ignacio Piatti · 42e Dominic Oduro · 88e Ignacio Piatti                                                                                          | Spectateurs : 22 120 Arbitrage : Ismail Elfath | Spectateurs : 22 120 Arbitrage : Ismail Elfath |
| 6 mars 2016 17h30 | Rapport |         | | Spectateurs : 22 120 Arbitrage : Ismail Elfath | Spectateurs : 22 120 Arbitrage : Ismail Elfath |
| 6 mars 2016 17h30 | Ousted - Aird ( 77e), Waston, Parker, Harvey - Froese ( 66e Pérez), Laba, Bolaños ( 62e), Morales, Techera - Rivero ( 81e Kudo) | Équipes | Bush - Oyongo ( 45e), Ciman, Cabrera, Toia - Donadel ( 56e Mallace), Alexander, Ontivero ( 53e Jackson-Hamel), Piatti, Shipp - Oduro ( 90+1e Camara) | Spectateurs : 22 120 Arbitrage : Ismail Elfath | Spectateurs : 22 120 Arbitrage : Ismail Elfath |

| Match 2            | Impact de Montréal | 3-0     | New York Red Bulls | Stade olympique, Montréal                     |                                               |
| 12 mars 2016 17h00 | Dominic Oduro 58e · Ignacio Piatti 71e · Anthony Jackson-Hamel 90+4e                                                                                 | (0-0)   | | Spectateurs : 27 545 Arbitrage : Drew Fischer | Spectateurs : 27 545 Arbitrage : Drew Fischer |
| 12 mars 2016 17h00 | Rapport |         | | Spectateurs : 27 545 Arbitrage : Drew Fischer | Spectateurs : 27 545 Arbitrage : Drew Fischer |
| 12 mars 2016 17h00 | Bush - Oyongo, Ciman, Cabrera ( 52e), Toia - Mallace, Alexander, Ontivero ( 57e Venegas), Piatti ( 90+3e Jackson-Hamel), Shipp - Oduro ( 80e Bekker) | Équipes | Robles - Baah, Ouimette, Lawrence, Zizzo - McCarty ( 36e), Felipe, Sam ( 61e Abang), Grella ( 68e S. Wright-Phillips), Kljestan ( 80e Davis) - B. Wright-Phillips | Spectateurs : 27 545 Arbitrage : Drew Fischer | Spectateurs : 27 545 Arbitrage : Drew Fischer |

| Match 3            | FC Dallas | 2-0     | Impact de Montréal | Toyota Stadium, Frisco                              |                                                     |
| 19 mars 2016 21h00 | Mauro Diaz 79e · Maximiliano Urruti 87e | (0-0)   | | Spectateurs : 14 502 Arbitrage : Armando Villarreal | Spectateurs : 14 502 Arbitrage : Armando Villarreal |
| 19 mars 2016 21h00 | Rapport |         | | Spectateurs : 14 502 Arbitrage : Armando Villarreal | Spectateurs : 14 502 Arbitrage : Armando Villarreal |
| 19 mars 2016 21h00 | Gonzalez - Zimmerman ( 34e), Hollingshead, Figueroa ( 72e), Hedges - Barrios, Castillo ( 75e Akindele), Diaz, Ulloa, Gruezo ( 77e Acosta) - Urruti ( 90e Rosales) | Équipes | Bush - Toia ( 43e), Ciman, Cabrera, Camara - Mallace, Alexander, Ontivero ( 70e Drogba), Piatti, Shipp ( 81e Jackson-Hamel) - Oduro ( 85e Venegas) | Spectateurs : 14 502 Arbitrage : Armando Villarreal | Spectateurs : 14 502 Arbitrage : Armando Villarreal |

| Match 4            | Seattle Sounders FC | 1-0     | Impact de Montréal | CenturyLink Field, Seattle                        |                                                   |
| 2 avril 2016 22h00 | Clint Dempsey 79e | (0-0)   | | Spectateurs : 39 705 Arbitrage : Baldomero Toledo | Spectateurs : 39 705 Arbitrage : Baldomero Toledo |
| 2 avril 2016 22h00 | Rapport |         | | Spectateurs : 39 705 Arbitrage : Baldomero Toledo | Spectateurs : 39 705 Arbitrage : Baldomero Toledo |
| 2 avril 2016 22h00 | Frei - Mears, Evans, Marshall, Remick ( 74e Jones) - Roldan, Alonso, Kovar ( 57e Morris), Ivanschitz ( 67e), Dempsey - Valdez ( 68e Anderson) | Équipes | Bush - Toia ( 78e), Ciman, Cabrera, Camara ( 64e) - Bekker, Alexander, Ontivero ( 75e, 78e Venegas), Piatti, Shipp ( 72e Bernier) - Oduro ( 69e Jackson-Hamel) | Spectateurs : 39 705 Arbitrage : Baldomero Toledo | Spectateurs : 39 705 Arbitrage : Baldomero Toledo |

| Match 5            | Impact de Montréal | 2-0     | Columbus Crew SC | Stade olympique, Montréal                    |                                              |
| 9 avril 2016 16h00 | Hassoun Camara 48e · Kyle Bekker 86e | (0-0)   | | Spectateurs : 22 053 Arbitrage : Chris Penso | Spectateurs : 22 053 Arbitrage : Chris Penso |
| 9 avril 2016 16h00 | Rapport |         | | Spectateurs : 22 053 Arbitrage : Chris Penso | Spectateurs : 22 053 Arbitrage : Chris Penso |
| 9 avril 2016 16h00 | Bush - Toia, Ciman, Cabrera, Camara ( 72e Oyongo) - Bekker ( 86e), Alexander, Ontivero ( 67e Venegas), Piatti ( 53e), Shipp ( 81e Mallace) - Oduro | Équipes | Clark - Francis, Sauro ( 25e Wahl), Parkhurst, Afful - Trapp, Saeid, Higuain, Finlay, Meram ( 72e Cedrick) - K. Kamara ( 70e O. Kamara) | Spectateurs : 22 053 Arbitrage : Chris Penso | Spectateurs : 22 053 Arbitrage : Chris Penso |

| Match 6             | Chicago Fire | 1-2     | Impact de Montréal | Toyota Park, Bridgeview                      |                                              |
| 16 avril 2016 17h00 | Kennedy Igboananike 29e | (1-0)   | 56e Didier Drogba · 90+1e Ignacio Piatti                                                                                              | Spectateurs : 14 509 Arbitrage : Kevin Stott | Spectateurs : 14 509 Arbitrage : Kevin Stott |
| 16 avril 2016 17h00 | Rapport |         | | Spectateurs : 14 509 Arbitrage : Kevin Stott | Spectateurs : 14 509 Arbitrage : Kevin Stott |
| 16 avril 2016 17h00 | Lampson - Harrington, Kappelhof, Campbell, Ramos - Cociș ( 78e LaBrocca), Alvarez ( 46e Polster), Stephens, Goossens ( 58e Morrell) - Igboananike, Gilberto | Équipes | Bush - Toia, Ciman, Cabrera ( 45+1e Lefèvre), Camara - Bekker ( 80e Donadel), Alexander, Venegas ( 50e Drogba), Piatti, Shipp - Oduro | Spectateurs : 14 509 Arbitrage : Kevin Stott | Spectateurs : 14 509 Arbitrage : Kevin Stott |

| Match 7             | Impact de Montréal | 0-2     | Toronto FC | Stade Saputo, Montréal                     |                                            |
| 23 avril 2016 16h00 | | (0-1)   | 40e (pen.) Sebastian Giovinco · 81e Sebastian Giovinco                                                                                     | Spectateurs : 20 801 Arbitrage : Ted Unkel | Spectateurs : 20 801 Arbitrage : Ted Unkel |
| 23 avril 2016 16h00 | Rapport |         | | Spectateurs : 20 801 Arbitrage : Ted Unkel | Spectateurs : 20 801 Arbitrage : Ted Unkel |
| 23 avril 2016 16h00 | Bush - Oyongo, Ciman, Cabrera, Camara ( 20e Tissot) - Donadel, Alexander ( 57e Bernier), Piatti, Shipp ( 69e Venegas), Oduro - Drogba | Équipes | Irwin - Perquis, Moor, Morrow ( 27e), Beitashour - Osorio, Delgado ( 90+3e Williams), Bradley, Johnson - Altidore, Giovinco ( 89e Babouli) | Spectateurs : 20 801 Arbitrage : Ted Unkel | Spectateurs : 20 801 Arbitrage : Ted Unkel |

| Match 8             | New York City FC | 1-1     | Impact de Montréal | Yankee Stadium, New York                         |                                                  |
| 27 avril 2016 19h00 | RJ Allen 51e | (0-0)   | 90+1e Dominic Oduro | Spectateurs : 23 352 Arbitrage : Silviu Petrescu | Spectateurs : 23 352 Arbitrage : Silviu Petrescu |
| 27 avril 2016 19h00 | Rapport |         | | Spectateurs : 23 352 Arbitrage : Silviu Petrescu | Spectateurs : 23 352 Arbitrage : Silviu Petrescu |
| 27 avril 2016 19h00 | Saunders - Brillant, Hernandez, Allen ( 68e White ( 78e)), Mataritta - Pirlo ( 77e Diskerud), Bravo ( 35e), Lopez ( 29e) - Villa, Shelton ( 61e Mendoza), McNamara | Équipes | Bush - Oyongo, Ciman, Lefèvre ( 89e), Maxim Tissot - Donadel ( 65e, 72e Shipp), Bernier ( 79e), Bekker ( 81e Ontivero), Piatti ( 43e), Venegas ( 63e Oduro) - Drogba | Spectateurs : 23 352 Arbitrage : Silviu Petrescu | Spectateurs : 23 352 Arbitrage : Silviu Petrescu |

| Match 9             | Impact de Montréal | 2-2     | Colorado Rapids | Stade Saputo, Montréal                         |                                                |
| 30 avril 2016 16h00 | Didier Drogba 9e · Maxim Tissot 50e                                                                                          | (1-0)   | 47e Shkëlzen Gashi · 73e Bobby Burling                                                                                            | Spectateurs : 20 801 Arbitrage : Fotis Bazakos | Spectateurs : 20 801 Arbitrage : Fotis Bazakos |
| 30 avril 2016 16h00 | Rapport |         | | Spectateurs : 20 801 Arbitrage : Fotis Bazakos | Spectateurs : 20 801 Arbitrage : Fotis Bazakos |
| 30 avril 2016 16h00 | Bush - Oyongo, Ciman ( 66e), Lefèvre, Tissot - Bernier ( 80e Ontivero), Bekker ( 62e Donadel), Oduro, Piatti, Shipp - Drogba | Équipes | MacMath - Hairston ( 45e), Burling, Sjöberg ( 61e), Williams - Azira, Cronin, Jones, Solignac, Gashi ( 78e, 90+2e Powers) - Doyle | Spectateurs : 20 801 Arbitrage : Fotis Bazakos | Spectateurs : 20 801 Arbitrage : Fotis Bazakos |

| Match 10         | Columbus Crew SC | 4-4     | Impact de Montréal | Mapfre Stadium, Columbus                           |                                                    |
| 7 mai 2016 19h30 | Kei Kamara 16e · Kei Kamara 45+1e · Federico Higuaín 48e · Federico Higuaín 53e (pen.)                                                   | (2-1)   | 26e Ignacio Piatti · 57e (pen.) Didier Drogba · 58e Ignacio Piatti · 90+3e Dominic Oduro                                                    | Spectateurs : 14 095 Arbitrage : Armando Villareal | Spectateurs : 14 095 Arbitrage : Armando Villareal |
| 7 mai 2016 19h30 | Rapport |         | | Spectateurs : 14 095 Arbitrage : Armando Villareal | Spectateurs : 14 095 Arbitrage : Armando Villareal |
| 7 mai 2016 19h30 | Clark - Afful ( 87e Sauro), Parkhurst, Wahl, Ashe ( 69e Francis ( 82e)) - Higuaín ( 90+3e Saravia), Meram, Trapp, Saeid, Finlay - Kamara | Équipes | Bush - Oyongo, Cabrera, Ciman, Tissot ( 82e Salazar) - Donadel, Bernier ( 68e Bekker), Shipp ( 73e Ontivero ( 82e)), Piatti, Oduro - Drogba | Spectateurs : 14 095 Arbitrage : Armando Villareal | Spectateurs : 14 095 Arbitrage : Armando Villareal |

| Match 11          | Impact de Montréal | 1-1     | Union de Philadelphie | Stade Saputo, Montréal                        |                                               |
| 14 mai 2016 17h00 | Didier Drogba 3e | (1-1)   | 24e CJ Sapong | Spectateurs : 20 801 Arbitrage : Drew Fischer | Spectateurs : 20 801 Arbitrage : Drew Fischer |
| 14 mai 2016 17h00 | Rapport |         | | Spectateurs : 20 801 Arbitrage : Drew Fischer | Spectateurs : 20 801 Arbitrage : Drew Fischer |
| 14 mai 2016 17h00 | Bush - Oyongo ( 80e), Cabrera, Ciman, Tissot - Donadel ( 50e), Bernier ( 73e Ontivero), Oduro, Shipp ( 56e Bekker), Piatti ( 36e) - Drogba ( 70e Venegas) | Équipes | Blake - Rosenberry, Yaro, Marquez, Gaddis ( 81e) - Nogueira ( 74e Carroll), Creavalle, Le Toux, Barnetta ( 85e Alberg), Pontius - Sapong ( 66e Herbers) | Spectateurs : 20 801 Arbitrage : Drew Fischer | Spectateurs : 20 801 Arbitrage : Drew Fischer |

| Match 12          | Orlando City SC | 2-1     | Impact de Montréal | Camping World Stadium, Orlando               |                                              |
| 21 mai 2016 19h30 | Cyle Larin 43e · Cyle Larin 87e | (1-1)   | 4e Ignacio Piatti | Spectateurs : 34 081 Arbitrage : Mark Geiger | Spectateurs : 34 081 Arbitrage : Mark Geiger |
| 21 mai 2016 19h30 | Rapport |         | | Spectateurs : 34 081 Arbitrage : Mark Geiger | Spectateurs : 34 081 Arbitrage : Mark Geiger |
| 21 mai 2016 19h30 | Bendik - Shea ( 41e), Mateos, Ramos ( 34e Alston ( 66e)), Hines ( 40e Redding) - Winter ( 12e, 75e Júlio Baptista), Rivas ( 45+2e), Higuita ( 53e), Kaká, Carrasco - Larin | Équipes | Bush ( 45+1e) - Camara ( 86e Tissot), Cabrera, Ciman, Oyongo - Donadel, Bekker, Ontivero ( 66e Shipp), Venegas ( 79e Salazar), Piatti - Oduro | Spectateurs : 34 081 Arbitrage : Mark Geiger | Spectateurs : 34 081 Arbitrage : Mark Geiger |

| Match 13          | Impact de Montréal | 3-2     | Los Angeles Galaxy | Stade Saputo, Montréal                            |                                                   |
| 28 mai 2016 20h00 | Ignacio Piatti 26e · Lucas Ontivero 56e · Didier Drogba 90+4e                                                                                         | (1-1)   | 8e Giovani dos Santos · 58e Mike Magee | Spectateurs : 20 801 Arbitrage : Baldomero Toledo | Spectateurs : 20 801 Arbitrage : Baldomero Toledo |
| 28 mai 2016 20h00 | Rapport |         | | Spectateurs : 20 801 Arbitrage : Baldomero Toledo | Spectateurs : 20 801 Arbitrage : Baldomero Toledo |
| 28 mai 2016 20h00 | Bush - Tissot, Camara, Lefèvre, Fisher - Donadel ( 37e Bernier ( 68e)), Bekker, Oduro ( 78e Shipp), Ontivero ( 88e Salazar), Piatti - Drogba ( 90+5e) | Équipes | Rowe - Cole, Steres ( 90+4e), Van Damme, Rogers - Boateng ( 66e Gordon ( 90+2e)), de Jong ( 90+2e Larentowicz), Lletget ( 78e Hušidić), Gerrard - dos Santos, Magee | Spectateurs : 20 801 Arbitrage : Baldomero Toledo | Spectateurs : 20 801 Arbitrage : Baldomero Toledo |

| Match 14           | Columbus Crew SC | 0-0     | Impact de Montréal | Mapfre Stadium, Columbus                      |                                               |
| 18 juin 2016 19h30 | | (0-0)   | | Spectateurs : 14 814 Arbitrage : Sorin Stoica | Spectateurs : 14 814 Arbitrage : Sorin Stoica |
| 18 juin 2016 19h30 | Rapport |         | | Spectateurs : 14 814 Arbitrage : Sorin Stoica | Spectateurs : 14 814 Arbitrage : Sorin Stoica |
| 18 juin 2016 19h30 | Clark - Afful, Parkhurst, Wahl ( 68e), Ashe ( 14e) - Jimenez ( 71e Kamara), Tchani ( 68e), Meram, Trapp, Saeid ( 85e Saravia) - Finlay | Équipes | Bush - Oyongo, Cabrera, Lefèvre, Camara ( 90+2e) - Alexander, Bekker, Ontivero ( 83e Salazar), Venegas ( 69e Bernier), Oduro ( 66e Shipp) - Drogba ( 59e) | Spectateurs : 14 814 Arbitrage : Sorin Stoica | Spectateurs : 14 814 Arbitrage : Sorin Stoica |

| Match 15           | Impact de Montréal | 2-2     | Sporting Kansas City | Stade Saputo, Montréal                            |                                                   |
| 25 juin 2016 19h30 | Lucas Ontivero 16e · Ignacio Piatti 39e (pen.) | (2-1)   | 21e Dom Dwyer · 59e Dom Dwyer | Spectateurs : 20 032 Arbitrage : Mathieu Bourdeau | Spectateurs : 20 032 Arbitrage : Mathieu Bourdeau |
| 25 juin 2016 19h30 | Rapport |         | | Spectateurs : 20 032 Arbitrage : Mathieu Bourdeau | Spectateurs : 20 032 Arbitrage : Mathieu Bourdeau |
| 25 juin 2016 19h30 | Bush - Oyongo ( 43e), Cabrera, Lefèvre, Camara - Alexander, Bekker ( 69e Bernier), Ontivero ( 24e, 79e Venegas), Piatti - Drogba ( 55e), Oduro ( 89e Salazar) | Équipes | Melia - Opara, Medranda ( 38e), Olum, Abdul-Salaam - Feilhaber ( 90+5e Davis), Espinoza, Mustivar - Hallisey ( 90+1e Ellis), Dwyer ( 84e Rubio), Peterson | Spectateurs : 20 032 Arbitrage : Mathieu Bourdeau | Spectateurs : 20 032 Arbitrage : Mathieu Bourdeau |

| Match 16             | Impact de Montréal | 3-2     | New England Revolution | Stade Saputo, Montréal                       |                                              |
| 2 juillet 2016 17h30 | Michael Salazar 40e · Michael Salazar 48e · Ignacio Piatti 54e (pen.)                                                                    | (1-2)   | 18e Kei Kamara · 33e Kei Kamara | Spectateurs : 20 279 Arbitrage : Chris Penso | Spectateurs : 20 279 Arbitrage : Chris Penso |
| 2 juillet 2016 17h30 | Rapport |         | | Spectateurs : 20 279 Arbitrage : Chris Penso | Spectateurs : 20 279 Arbitrage : Chris Penso |
| 2 juillet 2016 17h30 | Bush - Oyongo, Cabrera, Lefèvre, Camara - Alexander, Bernier ( 61e Mallace), Piatti, Shipp ( 72e Bekker), Salazar ( 85e Venegas) - Oduro | Équipes | Knighton ( 53e) - Farrell, Tierney, Gonçalves, Woodberry - Kobayashi ( 64e Watson), Rowe, Nguyen, Caldwell ( 55e, 72e Fagúndez), Bunbury ( 85e Hollinger-Janzen) - Kamara | Spectateurs : 20 279 Arbitrage : Chris Penso | Spectateurs : 20 279 Arbitrage : Chris Penso |

| Match 17             | Real Salt Lake | 1-1     | Impact de Montréal | Rio Tinto Stadium, Sandy                         |                                                  |
| 9 juillet 2016 22h00 | Yura Movsisyan 79e (pen.) | (0-1)   | 8e Harry Shipp | Spectateurs : 20 086 Arbitrage : Ricardo Salazar | Spectateurs : 20 086 Arbitrage : Ricardo Salazar |
| 9 juillet 2016 22h00 | Rapport |         | | Spectateurs : 20 086 Arbitrage : Ricardo Salazar | Spectateurs : 20 086 Arbitrage : Ricardo Salazar |
| 9 juillet 2016 22h00 | Rimando - Maund, Wingert ( 62e, 81e Garcia), Phillips, Glad ( 70e) - Morales, Beckerman ( 76e), Holness ( 46e Mulholland) - Plata, Martínez ( 68e Allen), Movsisyan | Équipes | Bush - Oyongo, Cabrera ( 16e), Ciman, Camara - Alexander, Mallace, Piatti, Shipp ( 87e Bernier), Salazar ( 81e Ontivero) - Oduro ( 68e Toia) | Spectateurs : 20 086 Arbitrage : Ricardo Salazar | Spectateurs : 20 086 Arbitrage : Ricardo Salazar |

| Match 18              | Portland Timbers | 1-1     | Impact de Montréal | Providence Park, Portland                      |                                                |
| 13 juillet 2016 22h30 | Jack McInerney 14e | (1-1)   | 44e Ignacio Piatti | Spectateurs : 21 144 Arbitrage : Allen Chapman | Spectateurs : 21 144 Arbitrage : Allen Chapman |
| 13 juillet 2016 22h30 | Rapport |         | | Spectateurs : 21 144 Arbitrage : Allen Chapman | Spectateurs : 21 144 Arbitrage : Allen Chapman |
| 13 juillet 2016 22h30 | Gleeson - Powell, Ridgewell, Borchers, Valentin ( 90+1e Grabavoy) - Zemanski, Nagbe, Jewsbury, Melano - Adi ( 70e), McInerney ( 84e Barmby) | Équipes | Bush - Toia, Lefèvre, Ciman ( 54e Cabrera), Camara ( 70e) - Bernier, Bekker, Piatti ( 18e), Shipp ( 68e), Ontivero ( 75e Oduro) - Venegas ( 88e Mallace) | Spectateurs : 21 144 Arbitrage : Allen Chapman | Spectateurs : 21 144 Arbitrage : Allen Chapman |

| Match 19              | Impact de Montréal | 1-3     | New York City FC | Stade Saputo, Montréal                             |                                                    |
| 17 juillet 2016 17h00 | Harry Shipp 55e | (0-2)   | 35e David Villa · 45+2e Jack Harrison · 85e Frank Lampard                                                                                           | Spectateurs : 20 801 Arbitrage : Armando Villareal | Spectateurs : 20 801 Arbitrage : Armando Villareal |
| 17 juillet 2016 17h00 | Rapport |         | | Spectateurs : 20 801 Arbitrage : Armando Villareal | Spectateurs : 20 801 Arbitrage : Armando Villareal |
| 17 juillet 2016 17h00 | Bush - Oyongo, Cabrera ( 74e), Lefèvre, Camara ( 50e) - Alexander, Mallace ( 79e Venegas), Shipp ( 64e Mancosu), Salazar - Oduro ( 46e Ontivero ( 61e)), Drogba | Équipes | Saunders ( 88e) - White, Brillant, Mena, Allen - Iraola ( 63e Lopez ( 72e)), Pirlo, Lampard - Villa, Harrison ( 88e Mullins), McNamara ( 76e Bravo) | Spectateurs : 20 801 Arbitrage : Armando Villareal | Spectateurs : 20 801 Arbitrage : Armando Villareal |

| Match 20              | Impact de Montréal | 5-1     | Philadelphia Union | Stade Saputo, Montréal                         |                                                |
| 23 juillet 2016 19h30 | Didier Drogba 19e · Didier Drogba 42e · Didier Drogba 52e · Ignacio Piatti 87e · Matteo Mancosu 90+1e                                                     | (2-0)   | 35e Chris Pontius | Spectateurs : 20 801 Arbitrage : Ismail Elfath | Spectateurs : 20 801 Arbitrage : Ismail Elfath |
| 23 juillet 2016 19h30 | Rapport |         | | Spectateurs : 20 801 Arbitrage : Ismail Elfath | Spectateurs : 20 801 Arbitrage : Ismail Elfath |
| 23 juillet 2016 19h30 | Bush - Oyongo, Camara, Cabrera, Toia - Bernier ( 83e), Mallace ( 50e, 68e Donadel), Piatti ( 89e Ontivero), Shipp, Salazar ( 26e) - Drogba ( 79e Mancosu) | Équipes | Blake - Gaddis ( 76e), Marquez, Yaro, Rosenberry - Le Toux ( 57e Restrepo), Barnetta ( 27e), Alberg ( 57e Herbers), Carroll - Pontius, Sapong ( 78e Fernandes) | Spectateurs : 20 801 Arbitrage : Ismail Elfath | Spectateurs : 20 801 Arbitrage : Ismail Elfath |

| Match 21              | DC United | 1-1     | Impact de Montréal | RFK Stadium, Washington                    |                                            |
| 31 juillet 2016 18h30 | Patrick Mullins 20e | (1-0)   | 86e Hernán Bernardello | Spectateurs : 16 728 Arbitrage : Ted Unkel | Spectateurs : 16 728 Arbitrage : Ted Unkel |
| 31 juillet 2016 18h30 | Rapport |         | | Spectateurs : 16 728 Arbitrage : Ted Unkel | Spectateurs : 16 728 Arbitrage : Ted Unkel |
| 31 juillet 2016 18h30 | Hamid - Boswell, Franklin, Birnbaum, Kemp - Jeffrey ( 56e Vincent), Acosta, Sarvas ( 25e), DeLeon, Nyarko ( 64e Igboananike) - Mullins ( 77e, 80e Saborío) | Équipes | Bush - Ambroise Oyongo, Ciman, Cabrera, Camara - Donadel, Bekker ( 54e, 71e Bernardello ( 90+2e)), Piatti, Shipp ( 75e Mancosu), Salazar ( 66e Oduro) - Drogba ( 82e) | Spectateurs : 16 728 Arbitrage : Ted Unkel | Spectateurs : 16 728 Arbitrage : Ted Unkel |

| Match 22          | Impact de Montréal | 1-0     | Houston Dynamo | Stade Saputo, Montréal                              |                                                     |
| 6 août 2016 19h30 | Matteo Mancosu 76e | (0-0)   | | Spectateurs : 20 801 Arbitrage : Marcos de Oliveira | Spectateurs : 20 801 Arbitrage : Marcos de Oliveira |
| 6 août 2016 19h30 | Rapport |         | | Spectateurs : 20 801 Arbitrage : Marcos de Oliveira | Spectateurs : 20 801 Arbitrage : Marcos de Oliveira |
| 6 août 2016 19h30 | Bush - Camara, Cabrera, Ciman, Oyongo - Donadel ( 81e Mallace), Bernier ( 69e Oduro), Bernardello ( 86e), Shipp ( 61e Salazar), Piatti - Mancosu | Équipes | Willis - Williams ( 61e), Horst ( 41e), Anibaba, Mansally - Wenger ( 74e Manotas), Clark ( 54e Alexander), Warner, Maidana, García ( 85e Lovejoy) - Bruin | Spectateurs : 20 801 Arbitrage : Marcos de Oliveira | Spectateurs : 20 801 Arbitrage : Marcos de Oliveira |

| Match 23           | New York Red Bulls | 3-1     | Impact de Montréal | Red Bull Arena, Harrison                     |                                              |
| 13 août 2016 19h00 | Bradley Wright-Phillips 22e · Bradley Wright-Phillips 41e · Sean Davis 46e                                                                             | (2-1)   | 21e Ignacio Piatti | Spectateurs : 23 459 Arbitrage : Chris Penso | Spectateurs : 23 459 Arbitrage : Chris Penso |
| 13 août 2016 19h00 | Rapport |         | | Spectateurs : 23 459 Arbitrage : Chris Penso | Spectateurs : 23 459 Arbitrage : Chris Penso |
| 13 août 2016 19h00 | Robles - Duvall, Zubar, Collin ( 14e, 60e Zizzo), Lawrence - Felipe, Davis, Muyl ( 87e), Kljestan ( 79e Damari), Grella - Wright-Phillips ( 70e Veron) | Équipes | Bush - Ambroise Oyongo ( 48e), Ciman, Cabrera, Camara - Donadel ( 52e Toia), Mallace ( 69e), Bernardello ( 50e), Piatti - Drogba ( 86e Salazar), Mancosu ( 78e Ontivero) | Spectateurs : 23 459 Arbitrage : Chris Penso | Spectateurs : 23 459 Arbitrage : Chris Penso |

| Match 24           | Impact de Montréal | 0-3     | Chicago Fire | Stade Saputo, Montréal                       |                                              |
| 24 août 2016 19h30 | | (0-1)   | 15e Luis Solignac · 73e David Accam · 89e Matt Polster | Spectateurs : 20 801 Arbitrage : Dave Gantar | Spectateurs : 20 801 Arbitrage : Dave Gantar |
| 24 août 2016 19h30 | Rapport |         | | Spectateurs : 20 801 Arbitrage : Dave Gantar | Spectateurs : 20 801 Arbitrage : Dave Gantar |
| 24 août 2016 19h30 | Bush - Toia, Lefèvre ( 78e Jackson-Hamel), Ciman ( 44e), Camara - Donadel, Bernardello ( 81e Bekker), Mallace ( 46e Salazar) - Drogba ( 71e), Piatti, Mancosu | Équipes | Johnson - Kappelhof, Campbell, Meira, Vincent - Cociș ( 59e Thiam), Polster, Goossens ( 72e Álvarez), de Leeuw ( 80e Harrington), Accam - Solignac ( 31e) | Spectateurs : 20 801 Arbitrage : Dave Gantar | Spectateurs : 20 801 Arbitrage : Dave Gantar |

| Match 25           | Impact de Montréal | 1-1     | DC United | Stade Saputo, Montréal                         |                                                |
| 24 août 2016 19h30 | Hassoun Camara 77e | (0-1)   | 39e (pen.) Lamar Neagle | Spectateurs : 19 740 Arbitrage : Robert Sibiga | Spectateurs : 19 740 Arbitrage : Robert Sibiga |
| 24 août 2016 19h30 | Rapport |         | | Spectateurs : 19 740 Arbitrage : Robert Sibiga | Spectateurs : 19 740 Arbitrage : Robert Sibiga |
| 24 août 2016 19h30 | Bush ( 36e) - Toia, Camara, Ciman, Oyongo - Donadel, Bernardello, Salazar ( 65e Mancosu), Piatti, Venegas ( 61e Oduro) - Drogba | Équipes | Hamid - Opare ( 89e), Mishu, Franklin ( 46e Kemp), Birnbaum ( 8e) - Büscher, Neagle, DeLeon, Nyarko ( 62e Sarvas ( 63e)), Vincent - Igboananike ( 67e, 79e Mullins) | Spectateurs : 19 740 Arbitrage : Robert Sibiga | Spectateurs : 19 740 Arbitrage : Robert Sibiga |

| Match 26           | Toronto FC | 0-1     | Impact de Montréal | BMO Field, Toronto                              |                                                 |
| 27 août 2016 19h30 | | (0-0)   | 73e Ignacio Piatti | Spectateurs : 28 454 Arbitrage : Jorge Gonzalez | Spectateurs : 28 454 Arbitrage : Jorge Gonzalez |
| 27 août 2016 19h30 | Rapport |         | | Spectateurs : 28 454 Arbitrage : Jorge Gonzalez | Spectateurs : 28 454 Arbitrage : Jorge Gonzalez |
| 27 août 2016 19h30 | Bono - Beitashour ( 76e Cheyrou), Zavaleta ( 48e), Moor, Morrow - Delgado ( 44e, 71e Ricketts), Bradley, Johnson, Osorio ( 70e) - Altidore - Giovinco ( 67e Endoh) | Équipes | Bush ( 73e) - Toia, Camara, Ciman, Oyongo - Mallace ( 43e), Bernardello, Piatti ( 90+1e Salazar), Bekker ( 90+1e), Oduro ( 77e Venegas) - Drogba ( 65e Mancosu ( 81e)) | Spectateurs : 28 454 Arbitrage : Jorge Gonzalez | Spectateurs : 28 454 Arbitrage : Jorge Gonzalez |

| Match 27               | Impact de Montréal | 1-4     | Orlando City SC | Stade Saputo, Montréal                           |                                                  |
| 7 septembre 2016 19h30 | Didier Drogba 2e | (0-2)   | 4e Brek Shea · 36e Kaká · 54e (pen.) Kaká · 77e Carlos Rivas                                                                                                  | Spectateurs : 17 389 Arbitrage : Silviu Petrescu | Spectateurs : 17 389 Arbitrage : Silviu Petrescu |
| 7 septembre 2016 19h30 | Rapport |         | | Spectateurs : 17 389 Arbitrage : Silviu Petrescu | Spectateurs : 17 389 Arbitrage : Silviu Petrescu |
| 7 septembre 2016 19h30 | Bush ( 51e) - Toia, Camara, Ciman, Dia - Mallace ( 46e Bernier ( 51e)), Bernardello ( 84e), Piatti, Bekker ( 52e Kronberg), Oduro ( 67e Mancosu) - Drogba | Équipes | Bendik - Alston, Mateos ( 80e Hines ( 89e)), Aja, Boden - Pérez García, Nocerino, Carrasco ( 55e), Shea ( 45e, 61e Júlio Baptista) - Rivas, Kaká ( 65e Rocha) | Spectateurs : 17 389 Arbitrage : Silviu Petrescu | Spectateurs : 17 389 Arbitrage : Silviu Petrescu |

| Match 28                | Union de Philadelphie | 1-1     | Impact de Montréal | Talen Energy Stadium, Chester                       |                                                     |
| 10 septembre 2016 19h00 | Tranquillo Barnetta 45e | (1-0)   | 88e Matteo Mancosu | Spectateurs : 18 500 Arbitrage : Armando Villarreal | Spectateurs : 18 500 Arbitrage : Armando Villarreal |
| 10 septembre 2016 19h00 | Rapport |         | | Spectateurs : 18 500 Arbitrage : Armando Villarreal | Spectateurs : 18 500 Arbitrage : Armando Villarreal |
| 10 septembre 2016 19h00 | Blake - Rosenberry, Yaro, Marquez, Fabinho - Bedoya, Creavalle, Herbers ( 70e Ilsinho), Barnetta, Pontius ( 34e, 82e Alberg) - Sapong ( 54e) | Équipes | Kronberg - Toia, Camara ( 60e), Ciman ( 48e), Oyongo - Donadel ( 79e Shipp), Bernardello, Ontivero ( 69e Oduro), Bernier ( 61e Drogba), Piatti - Mancosu | Spectateurs : 18 500 Arbitrage : Armando Villarreal | Spectateurs : 18 500 Arbitrage : Armando Villarreal |

| Match 29                | Impact de Montréal | 1-3     | New England Revolution | Stade Saputo, Montréal                         |                                                |
| 17 septembre 2016 19h30 | Didier Drogba 50e (pen.) | (0-2)   | 1re Kei Kamara · 27e Kelyn Rowe · 59e Kelyn Rowe | Spectateurs : 20 801 Arbitrage : Allen Chapman | Spectateurs : 20 801 Arbitrage : Allen Chapman |
| 17 septembre 2016 19h30 | Rapport |         | | Spectateurs : 20 801 Arbitrage : Allen Chapman | Spectateurs : 20 801 Arbitrage : Allen Chapman |
| 17 septembre 2016 19h30 | Bush - Toia ( 46e Cabrera ( 54e)), Camara, Ciman, Oyongo - Donadel, Bernardello, Piatti, Shipp ( 41e, 68e Oduro), Ontivero ( 60e Mancosu) - Drogba | Équipes | Knighton - Farrell, Tierney, Gonçalves ( 39e), Woodberry - Fagúndez, Agudelo ( 72e), ( 82e Bunbury), Rowe, Nguyen ( 86e Hollinger-Janzen), Caldwell - Kamara | Spectateurs : 20 801 Arbitrage : Allen Chapman | Spectateurs : 20 801 Arbitrage : Allen Chapman |

| Match 30                | New York Red Bulls | 1-0     | Impact de Montréal | Red Bull Arena, Harrison                        |                                                 |
| 24 septembre 2016 19h00 | Daniel Royer 60e | (0-0)   | | Spectateurs : 22 209 Arbitrage : Jorge Gonzalez | Spectateurs : 22 209 Arbitrage : Jorge Gonzalez |
| 24 septembre 2016 19h00 | Rapport |         | | Spectateurs : 22 209 Arbitrage : Jorge Gonzalez | Spectateurs : 22 209 Arbitrage : Jorge Gonzalez |
| 24 septembre 2016 19h00 | Robles - Duvall, Collin, Perrinelle, Lawrence - Felipe, McCarty, Muyl, Kljestan ( 56e, 90+4e Davis), Royer ( 84e Grella) - B. Wright-Phillips | Équipes | Bush - Camara, Cabrera ( 22e), Ciman, Oyongo ( 45+3e) - Donadel ( 81e), Bernardello ( 56e, 82e Shipp), Bernier ( 68e Mancosu) - Salazar ( 68e Oduro), Drogba, Piatti | Spectateurs : 22 209 Arbitrage : Jorge Gonzalez | Spectateurs : 22 209 Arbitrage : Jorge Gonzalez |

| Match 31                | Impact de Montréal | 3-1     | San Jose Earthquakes | Stade Saputo, Montréal                        |                                               |
| 28 septembre 2016 19h30 | Dominic Oduro 22e · Ignacio Piatti 32e · Johan Venegas 90+2e | (2-0)   | 62e Chris Wondolowski | Spectateurs : 16 318 Arbitrage : Sorin Stoica | Spectateurs : 16 318 Arbitrage : Sorin Stoica |
| 28 septembre 2016 19h30 | Rapport |         | | Spectateurs : 16 318 Arbitrage : Sorin Stoica | Spectateurs : 16 318 Arbitrage : Sorin Stoica |
| 28 septembre 2016 19h30 | Bush - Camara ( 50e), Cabrera ( 56e), Ciman, Oyongo - Donadel, Bernier ( 82e Venegas ( 86e)), Shipp ( 63e Mallace), Oduro, Piatti ( 86e) - Mancosu ( 70e Drogba ( 90+1e)) | Équipes | Bingham - Francis ( 12e), Wynne ( 69e Cato), Bernárdez, Imperiale ( 78e Salinas) - Thompson, Godoy ( 69e Alashe), Cerén, Quintero - Goitom, Wondolowski | Spectateurs : 16 318 Arbitrage : Sorin Stoica | Spectateurs : 16 318 Arbitrage : Sorin Stoica |

| Match 32             | Orlando City SC | 0-1     | Impact de Montréal | Camping World Stadium, Orlando                      |                                                     |
| 2 octobre 2016 13h00 | | (0-0)   | 60e Dominic Oduro | Spectateurs : 26 041 Arbitrage : Armando Villarreal | Spectateurs : 26 041 Arbitrage : Armando Villarreal |
| 2 octobre 2016 13h00 | Rapport |         | | Spectateurs : 26 041 Arbitrage : Armando Villarreal | Spectateurs : 26 041 Arbitrage : Armando Villarreal |
| 2 octobre 2016 13h00 | Bendik - Mateos ( 52e Hines), Aja, Alston, Boden ( 77e) - Nocerino, Kaká, Molino ( 46e Júlio Baptista), Pérez García, Carrasco ( 64e Rivas) - Larin | Équipes | Bush - Fisher ( 64e), Lefèvre, Ciman, Oyongo - Donadel, Bernier ( 70e Mallace), Bernardello, Oduro, Piatti ( 90e Shipp) - Mancosu ( 78e Venegas) | Spectateurs : 26 041 Arbitrage : Armando Villarreal | Spectateurs : 26 041 Arbitrage : Armando Villarreal |

| Match 33              | Impact de Montréal | 2-2     | Toronto FC | Stade Saputo, Montréal                        |                                               |
| 16 octobre 2016 15h00 | Ignacio Piatti 19e · Ignacio Piatti 55e (pen.) | (1-0)   | 51e Jozy Altidore · 86e Tosaint Ricketts | Spectateurs : 20 801 Arbitrage : Jair Marrufo | Spectateurs : 20 801 Arbitrage : Jair Marrufo |
| 16 octobre 2016 15h00 | Rapport |         | | Spectateurs : 20 801 Arbitrage : Jair Marrufo | Spectateurs : 20 801 Arbitrage : Jair Marrufo |
| 16 octobre 2016 15h00 | Bush - Camara, Cabrera, Ciman, Oyongo - Donadel ( 59e), Bernier ( 90+2e Mallace), Bernardello , Oduro ( 81e Venegas), Piatti ( 86e) - Mancosu ( 89e Jackson-Hamel) | Équipes | Irwin - Morrow, Moor ( 78e), Zavaleta, Beitashour ( 45+1e) - Osorio ( 83e Endoh), Bradley ( 25e), Delgado ( 78e Ricketts), Cooper - Giovinco ( 68e), Altidore | Spectateurs : 20 801 Arbitrage : Jair Marrufo | Spectateurs : 20 801 Arbitrage : Jair Marrufo |

| Match 34              | New England Revolution | 3-0     | Impact de Montréal | Gillette Stadium, Foxborough                     |                                                  |
| 23 octobre 2016 16h00 | Diego Fagundez 13e · Juan Agudelo 60e · Kei Kamara 71e | (1-0)   | | Spectateurs : 39 587 Arbitrage : Hilario Grajeda | Spectateurs : 39 587 Arbitrage : Hilario Grajeda |
| 23 octobre 2016 16h00 | Rapport |         | | Spectateurs : 39 587 Arbitrage : Hilario Grajeda | Spectateurs : 39 587 Arbitrage : Hilario Grajeda |
| 23 octobre 2016 16h00 | Cropper - Rowe, Gonçalves, Woodberry, Farrell - Koffie ( 86e Kobayashi), Fagundez ( 90+2e Herivaux), Caldwell, Nguyen - Kamara ( 72e, 80e Bunbury), Agudelo ( 56e) | Équipes | Bush - Oyongo, Lefèvre, Ciman, Toia - Mallace ( 55e), Salazar ( 58e Piatti), Venegas ( 83e), Shipp ( 58e Oduro ( 64e)), Choinière ( 76e Ontivero) - Jackson-Hamel | Spectateurs : 39 587 Arbitrage : Hilario Grajeda | Spectateurs : 39 587 Arbitrage : Hilario Grajeda |

### Championnat canadien de soccer 2016

#### Demi-finale
| Demi-finale - match aller | Toronto FC | 4-2     | Impact de Montréal | BMO Field, Toronto                            |                                               |
| 1er juin 2016 19h30       | Jonathan Osorio 13e · Jonathan Osorio 34e · Jordan Hamilton 60e · Jordan Hamilton 80e                                                                     | (2-0)   | 86e Michael Salazar · 90+1e Didier Drogba | Spectateurs : 22 143 Arbitrage : David Gantar | Spectateurs : 22 143 Arbitrage : David Gantar |
| 1er juin 2016 19h30       | Rapport |         | | Spectateurs : 22 143 Arbitrage : David Gantar | Spectateurs : 22 143 Arbitrage : David Gantar |
| 1er juin 2016 19h30       | Irwin ( 90+1e) - Morgan, Zavaleta, Hagglund, Beitashour - Cheyrou ( 76e Chapman), Lovitz ( 84e James), Osorio, Delgado, Babouli ( 81e Johnson) - Hamilton | Équipes | Kronberg - Gagnon-Laparé ( 79e Porter), Camara, Lefèvre, Fisher - Bernier ( 45+2e), Bekker, Ontivero ( 46e Alexander), Oduro ( 67e Salazar), Piatti - Drogba | Spectateurs : 22 143 Arbitrage : David Gantar | Spectateurs : 22 143 Arbitrage : David Gantar |

| Demi-finale - match retour | Impact de Montréal | 0-0     | Toronto FC | Stade Saputo, Montréal                           |                                                  |
| 8 juin 2016 19h30          | | (0-0)   | | Spectateurs : 18 964 Arbitrage : Silviu Petrescu | Spectateurs : 18 964 Arbitrage : Silviu Petrescu |
| 8 juin 2016 19h30          | Rapport |         | | Spectateurs : 18 964 Arbitrage : Silviu Petrescu | Spectateurs : 18 964 Arbitrage : Silviu Petrescu |
| 8 juin 2016 19h30          | Kronberg - Oyongo ( 87e Choinière), Cabrera, Lefèvre, Camara - Alexander, Bekker ( 67e Porter), Ontivero ( 60e), Shipp ( 57e Oduro ( 88e)) - Salazar, Drogba ( 50e) | Équipes | Irwin - Morgan, Zavaleta ( 45e), Moor, Beitashour - Cheyrou, Lovitz, Osorio, Johnson ( 80e Morrow), Babouli ( 68e Hagglund) - Hamilton ( 74e Giovinco) | Spectateurs : 18 964 Arbitrage : Silviu Petrescu | Spectateurs : 18 964 Arbitrage : Silviu Petrescu |

### Match amical
| Amical            | Impact de Montréal | 0-2     | AS Rome | Stade Saputo, Montréal       |                              |
| 3 août 2016 19h30 | | (0-2)   | 6e Edin Džeko · 21e Radja Nainggolan | Arbitrage : Mathieu Bourdeau | Arbitrage : Mathieu Bourdeau |
| 3 août 2016 19h30 | Rapport |         | | Arbitrage : Mathieu Bourdeau | Arbitrage : Mathieu Bourdeau |
| 3 août 2016 19h30 | Kronberg ( 46e Crépeau) - Toia ( 67e Gagnon-Laparé), Cabrera ( 46e Lefèvre), Fisher ( 67e Meilleur-Giguère), Dia - Donadel ( 31e Bernardello ( 67e Tabla)), Bernier ( 46e Bekker), Piatti ( 31e Salazar ( 67e Venegas)), Oduro ( 46e Ontivero ( 67e Jackson-Hamel)), Choinière - Drogba ( 46e Mancosu) | Équipes | Alisson - Emerson ( 46e Seck), Juan ( 46e Gyömbér), Manolas ( 46e El Shaarawy), Florenzi - De Rossi ( 64e Ricci), Strootman ( 46e Gerson ( 79e)), Nainggolan ( 46e Totti), Perotti ( 46e Marchizza) - Džeko ( 46e Paredes), Salah ( 46e Iturbe ( 76e)) | Arbitrage : Mathieu Bourdeau | Arbitrage : Mathieu Bourdeau |

### Séries éliminatoires

#### Premier tour
| Premier tour                | DC United | 2-4     | Impact de Montréal | RFK Stadium, Washington                       |                                               |
| 27 octobre 2016 19:30 UTC-5 | Lamar Neagle 90e · Taylor Kemp 90+4e                                                                                                 | (0-2)   | 4e Laurent Ciman · 43e Matteo Mancosu · 58e Matteo Mancosu · 83e Ignacio Piatti                                                             | Spectateurs : 12 773 Arbitrage : Jair Marrufo | Spectateurs : 12 773 Arbitrage : Jair Marrufo |
| 27 octobre 2016 19:30 UTC-5 | Rapport |         | | Spectateurs : 12 773 Arbitrage : Jair Marrufo | Spectateurs : 12 773 Arbitrage : Jair Marrufo |
| 27 octobre 2016 19:30 UTC-5 | Hamid - DeLeon, Birnbaum, Boswell, Kemp - Sam ( 60e Neagle), Jeffrey ( 46e Sarvas), Vincent, Acosta ( 65e Büscher), Nyarko - Mullins | Équipes | Bush - Camara, Cabrera, Ciman, Oyongo - Oduro, Bernardello, Donadel ( 78e Venegas), Bernier ( 71e Mallace), Piatti ( 84e Lefèvre) - Mancosu | Spectateurs : 12 773 Arbitrage : Jair Marrufo | Spectateurs : 12 773 Arbitrage : Jair Marrufo |

#### Demi-finale de conférence
| Demi-finale - match aller   | Impact de Montréal | 1-0     | New York Red Bulls | Stade Saputo, Montréal                           |                                                  |
| 30 octobre 2016 15:00 UTC-5 | Matteo Mancosu 61e | (0-0)   | | Spectateurs : 15 027 Arbitrage : Robert Sibigida | Spectateurs : 15 027 Arbitrage : Robert Sibigida |
| 30 octobre 2016 15:00 UTC-5 | Rapport |         | | Spectateurs : 15 027 Arbitrage : Robert Sibigida | Spectateurs : 15 027 Arbitrage : Robert Sibigida |
| 30 octobre 2016 15:00 UTC-5 | Bush - Camara ( 13e), Cabrera, Ciman, Oyongo - Bernardello ( 69e Mallace), Donadel, Bernier ( 90+1e Shipp) - Oduro ( 74e Venegas), Piatti, Mancosu | Équipes | Robles - Collin, Perrinelle, Duvall, Lawrence ( 90+1e Zizzo) - Kljestan, McCarty, Felipe ( 13e), Grella ( 73e Verón), Muyl ( 82e Damari ( 90+3e)) - Wright-Phillips | Spectateurs : 15 027 Arbitrage : Robert Sibigida | Spectateurs : 15 027 Arbitrage : Robert Sibigida |

| Demi-finale - match retour  | New York Red Bulls | 1-2     | Impact de Montréal | Red Bull Arena, Harrison                          |                                                   |
| 5 novembre 2016 17:00 UTC-5 | Bradley Wright-Phillips 77e | (0-0)   | 51e Ignacio Piatti · 85e Ignacio Piatti | Spectateurs : 24 314 Arbitrage : Baldomero Toledo | Spectateurs : 24 314 Arbitrage : Baldomero Toledo |
| 5 novembre 2016 17:00 UTC-5 | Rapport |         | | Spectateurs : 24 314 Arbitrage : Baldomero Toledo | Spectateurs : 24 314 Arbitrage : Baldomero Toledo |
| 5 novembre 2016 17:00 UTC-5 | Robles - Duvall, Perrinelle, Collin, Zizzo - Muyl ( 53e Royer), Felipe ( 59e Grella), McCarty ( 74e), Kljestan ( 89e), Verón - Wright-Phillips | Équipes | Bush ( 56e) - Camara, Cabrera, Ciman ( 63e), Oyongo - Oduro, Bernardello ( 88e Venegas ( 90+2e)), Donadel, Bernier ( 65e Mallace), Piatti - Mancosu ( 80e Drogba) | Spectateurs : 24 314 Arbitrage : Baldomero Toledo | Spectateurs : 24 314 Arbitrage : Baldomero Toledo |

#### Finale de l'association Est
| Finale - match aller         | Impact de Montréal | 3-2     | Toronto FC | Stade Olympique de Montréal, Montréal        |                                              |
| 22 novembre 2016 21:00 UTC-5 | Dominic Oduro 10e · Matteo Mancosu 12e · Ambroise Oyongo 53e                                                                            | (2-0)   | 68e Jozy Altidore · 73e Michael Bradley | Spectateurs : 61 004 Arbitrage : Juan Guzmán | Spectateurs : 61 004 Arbitrage : Juan Guzmán |
| 22 novembre 2016 21:00 UTC-5 | Rapport |         | | Spectateurs : 61 004 Arbitrage : Juan Guzmán | Spectateurs : 61 004 Arbitrage : Juan Guzmán |
| 22 novembre 2016 21:00 UTC-5 | Bush - Camara ( 81e Toia), Cabrera, Ciman, Oyongo - Oduro, Bernardello, Donadel, Bernier ( 87e Venegas), Piatti - Mancosu ( 71e Drogba) | Équipes | Irwin - Zavaleta, Moor, Hagglund - Beitashour ( 90+2e Bloom), Cooper ( 57e Johnson), Bradley, Osorio ( 57e Ricketts), Morrow - Altidore, Giovinco | Spectateurs : 61 004 Arbitrage : Juan Guzmán | Spectateurs : 61 004 Arbitrage : Juan Guzmán |

| Finale - match retour        | Toronto FC | 5-2 a.p. | Impact de Montréal | BMO Field, Toronto                            |                                               |
| 30 novembre 2016 20:00 UTC-5 | Armando Cooper 37e · Jozy Altidore 45e · Nick Hagglund 68e · Benoît Cheyrou 98e · Tosaint Ricketts 100e                                           | (2-1)    | 24e Dominic Oduro · 53e Ignacio Piatti | Spectateurs : 36 000 Arbitrage : Jair Marrufo | Spectateurs : 36 000 Arbitrage : Jair Marrufo |
| 30 novembre 2016 20:00 UTC-5 | Rapport |          | | Spectateurs : 36 000 Arbitrage : Jair Marrufo | Spectateurs : 36 000 Arbitrage : Jair Marrufo |
| 30 novembre 2016 20:00 UTC-5 | Irwin - Zavaleta, Moor, Hagglund - Beitashour, Cooper ( 88e Osorio), Bradley, Johnson ( 62e Ricketts), Morrow - Altidore, Giovinco ( 97e Cheyrou) | Équipes  | Bush - Camara ( 82e), Cabrera, Ciman ( 8e), Oyongo - Oduro, Bernardello ( 46e Venegas), Donadel, Bernier ( 103e Shipp), Piatti - Mancosu ( 73e Drogba) | Spectateurs : 36 000 Arbitrage : Jair Marrufo | Spectateurs : 36 000 Arbitrage : Jair Marrufo |